# 矢田前站
矢田前站（日语：／ Yadamae eki */?）是一個位於日本青森縣青森市，由青森鐵道（青い森鉄道）經營的青森鐵道線沿線車站，當筒井站於2014年開業前，本站與鄰站小柳站皆均為線內最遲建成的車站，於日本國鐵轉為民營前5個月才落成使用。

## 車站結構
設計上和小柳站大致相同，由於設站時已定位為無人簡易車站，因此不建有站舍。只設有側式月台2座，全以角鐵及鋼板所搭建而成，有效長度為6輛，亦各自擁有樓梯上落月台。設施上亦非常簡單，為全露天月台模式；又因闊度偏窄，月台上也沒有裝設候車座椅，就連月台車站標示牌也掛置於行人天橋的外壁上。
唯一與小柳站不同的，是在站內建有密封式上蓋行人天橋以連接兩邊月台，天橋建於月台中央，出入口也剛好落在兩邊月台的出入口旁，設計上儘量方便車站使用者。而兩邊天橋樓梯級的下方，則各安放了候車室；下行月台靠近月台出入口則另設有小屋1座，屋內放置了自動售票機。

### 月台配置
| 月台 | 路線        | 方向 | 目的地                     |
| ---- | ----------- | ---- | -------------------------- |
| 西側 | ■青森鐵道線 | 上行 | 淺蟲溫泉、野邊地、八戶方向 |
| 東側 | ■青森鐵道線 | 下行 | 青森方向                   |

## 歷史
- 1986年11月1日：國鐵車站開業。
- 1987年4月1日：國鐵分割民營化，本站由JR東日本繼承經營。
- 2000年12月2日：加停1來回快速「下北」列車。
- 2002年12月1日：取消快速「下北」列車停靠。
- 2010年12月4日：隨東北新幹線全線開業，本站由青森鐵道繼承經營。同日起加停快速列車。

## 使用人數
《青森縣統計年鑑》及《青森市統計書》均沒有刊載有關本車站的使用量。而根據國土交通省「國土數值情報」，本站是撇除與JR共營的青森站及八戶站後，使用量第四高的車站，以下為本站1日平均上下車人次：
| 乘降人員推算 | 乘降人員推算     |
| 年度         | 1日平均 乘降人次 |
| ------------ | ---------------- |
| 2011         | 913              |
| 2012         | 993              |
| 2013         | 999              |
| 2014         | 1,048            |
| 2015         | 1,300            |
| 2016         | 1,360            |
| 2017         | 1,259            |
| 2018         | 1,309            |
| 2019         | 1,282            |
| 2020         | 1,121            |
| 2021         | 1,216            |
| 2022         | 1,308            |

## 相鄰車站
青森鐵道
■青森鐵道線
■普通
野內－矢田前－小柳

## 外部連結
- 青森鐵道矢田前站（页面存档备份，存于）（日語）
- JR東日本時代的矢田前站。（日語）